# Crazannes
Crazannes là một xã trong tỉnh Charente-Maritime trong vùng Nouvelle-Aquitaine, tây nam nước Pháp. Xã Crazannes nằm ở khu vực có độ cao từ 2-28 mét trên mực nước biển.